# Ezosciadium
- Commons
- Wikispecies

Ezosciadium é um género botânico pertencente à família Apiaceae.